# مؤشر الفرق المعياري للغطاء النباتي

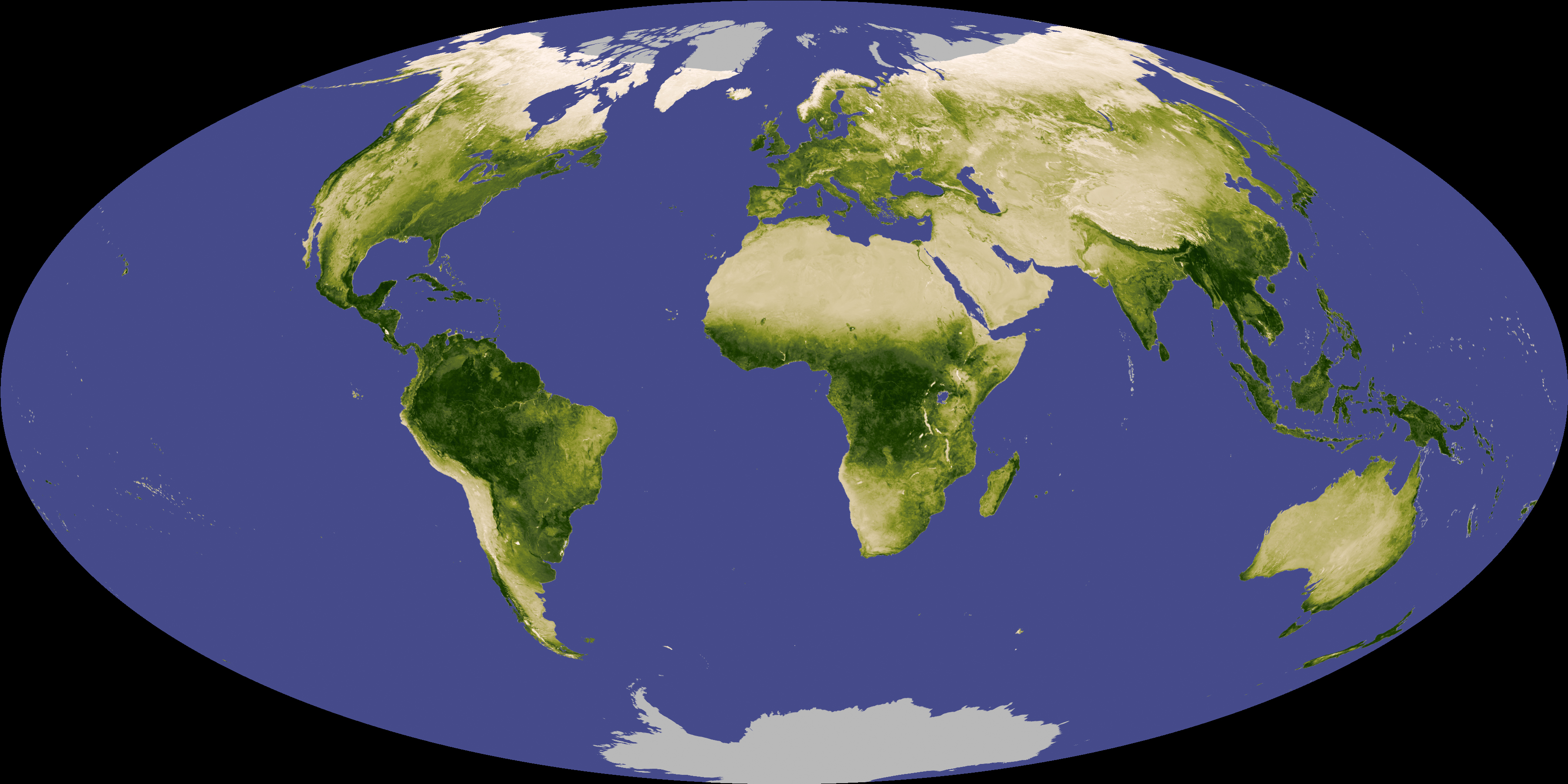
تشير القيم السلبية لمؤشر الفرق المعياري للغطاء النباتي NDVI (القيم التي تقترب من -1) إلى الماء. وتشير القيم القريبة من الصفر (-0.1 إلى 0.1) بشكل عام إلى المناطق القاحلة من الصخور أو الرمال أو الثلج. وأخيرًا، تمثل القيم الإيجابية المنخفضة الأراضي ذات الشجيرات والأراضي العشبية (حوالي 0.2 إلى 0.4) ، بينما تشير القيم العالية إلى الغابات المطيرة والمعتدلة والمدارية (القيم تقترب من 1).

مؤشر الفرق المعياري للغطاء النباتي (NDVI) هو مؤشر بسيط يمكن استخدامه لتحليل قياسات الاستشعار عن بعد، غالبًا من منصة فضائية، وويمكن من خلاله تقييم إذا ما كان الهدف الذي يتم ملاحظته يحتوي على نباتات خضراء حية أم لا.

## نبذة تاريخية

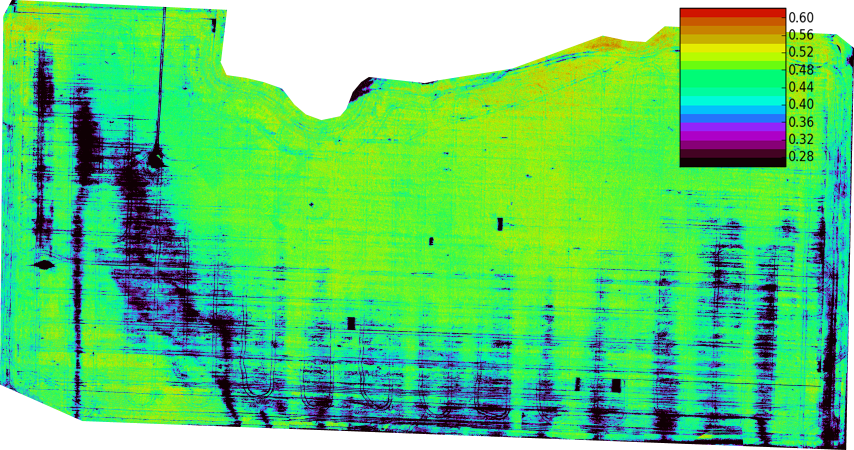
مؤشر الفرق المعياري للغطاء النباتي للزراعة الدقيقة بدقة 4 سم \ للبكسل على سطح الأرض

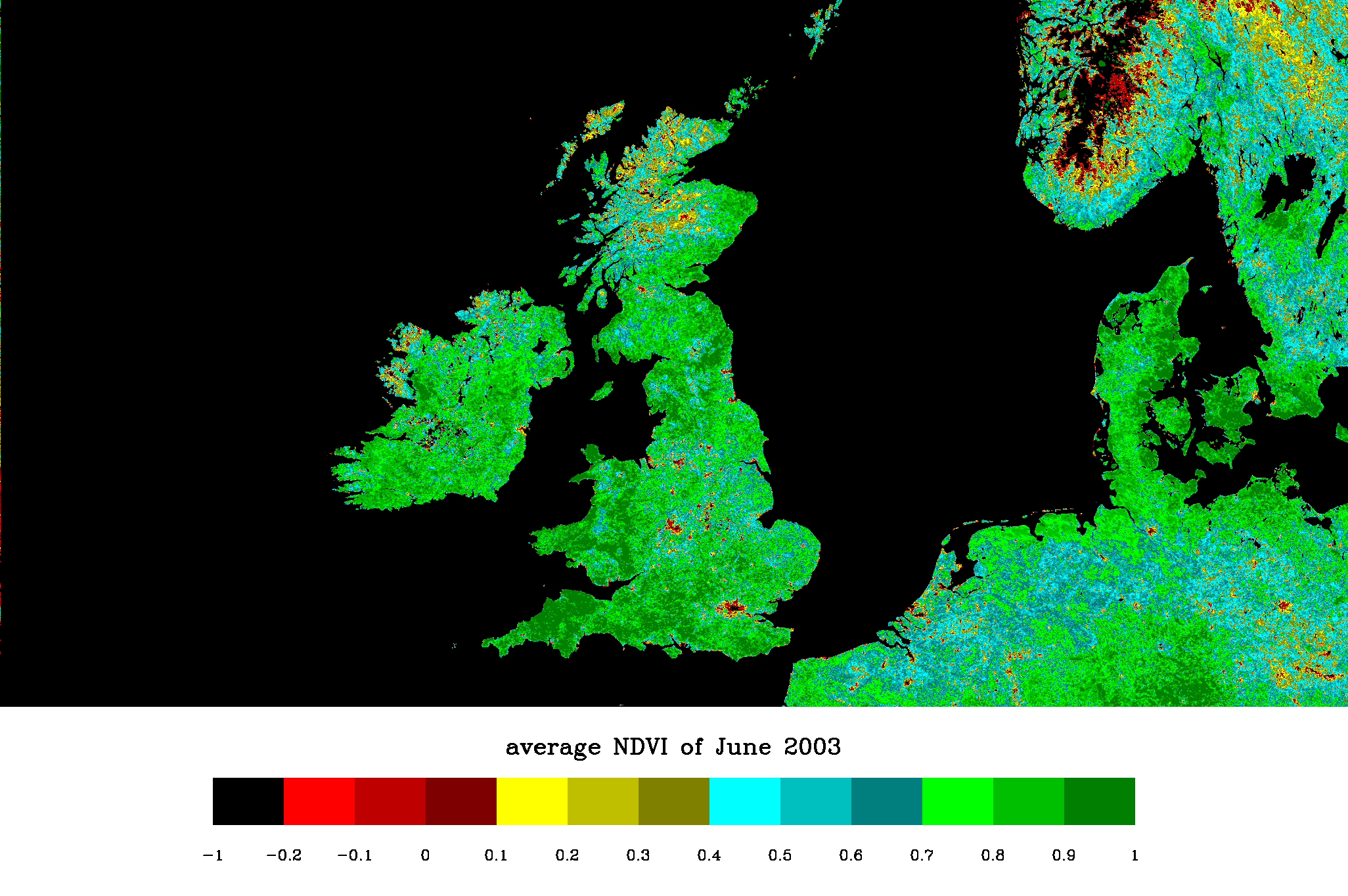
مؤشر الفرق المعياري للغطاء النباتي في شهر يونيو فوق الجزر البريطانية (NOAA AVHRR)

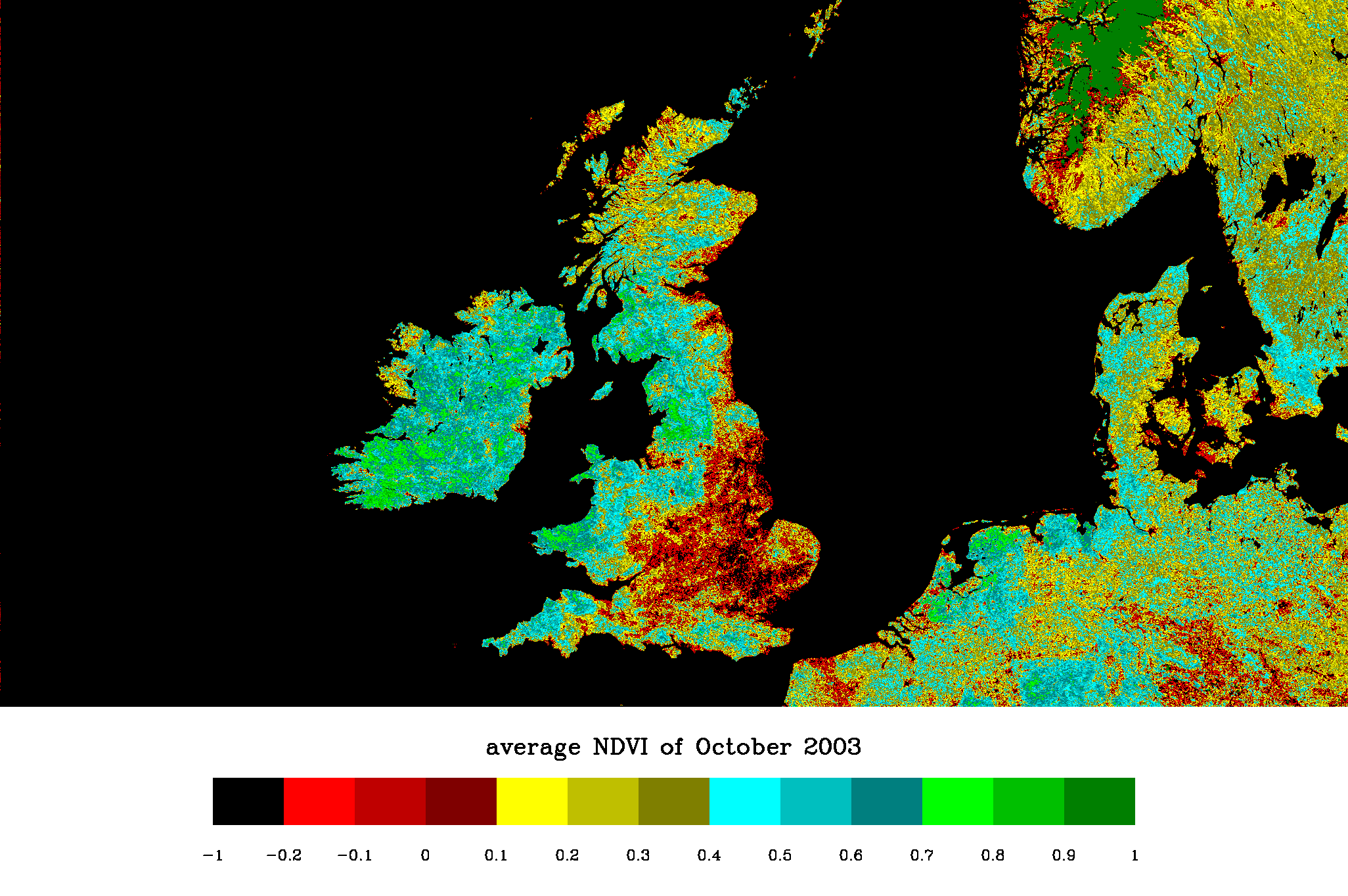
مؤشر الفرق المعياري للغطاء النباتي في شهر أكتوبر فوق الجزر البريطانية (NOAA AVHRR)

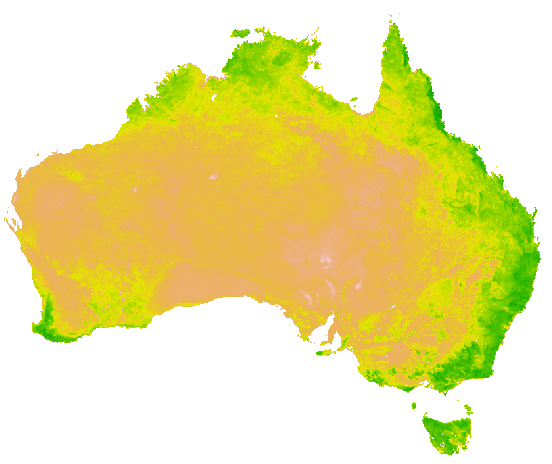
مؤشر الفرق المعياري للغطاء النباتي بمعدل 6 شهور لأستراليا، من 1 ديسمبر 2012 إلى 31 مايو 2013.

بدأ استكشاف الفضاء الخارجي بشكل جدي مع إطلاق سبوتنيك 1 من قبل الاتحاد السوفياتي في 4 أكتوبر 1957. كان هذا أول قمر صناعي من صنع الإنسان يدور حول الأرض. أدت عمليات الإطلاق الناجحة اللاحقة، في كل من الاتحاد السوفيتي (على سبيل المثال، برامج سبوتنيك وكوسموس)، وفي الولايات المتحدة (على سبيل المثال، برنامج Explorer)، إلى سرعة تصميم وتشغيل الأقمار الصناعية المخصصة للأرصاد الجوية. وهذه عبارة عن منصات تدور حول الأرض محملة بأدوات مصممة خصيصًا لمراقبة الغلاف الجوي وسطح الأرض بهدف تحسين التنبؤ بحالة الطقس. ابتداء من سنة 1960، شرعت سلسلة الأقمار الصناعية TIROS في حمل كاميرات تلفزة وأجهزة استشعار. هذا وفي وقت لاحق (بدءا من سنة 1964 فصاعدًا) أتبعت بالأقمار الصناعية Nimbus ومجموعة أدوات قياس الإشعاع المتقدمة عالية الدقة على متن منصات الإدارة الوطنية للمحيطات والغلاف الجوي (NOAA). وهذا الأخير يقيس الطيف المنعكس عن سطح الأرض في النطاقات الطيفة الحمراء وشبه تحت الحمراء، وكذلك في الأشعة تحت الحمراء الحرارية. في موازاة ذلك، طورت ناسا القمر الصناعي لتكنولوجيا موارد الأرض (ERTS)، والذي أصبح بدوره مقدمة لبرنامج لاندسات. كان لهذه المستشعرات المبكرة دقة طيفية ضئيلة، لكن كانت تميل نطاقاتها لتشمل الطيف في اللون الأحمر والأشعة تحت الحمراء القريبة، وهذا بدوره مفيد لتمييز النباتات والسحب من بين أهداف أخرى.
مع إطلاق أول قمر صناعي من ERTS - الذي سرعان ما أعيدت تسميته لاندسات 1 - في 23 يوليو 1972 مع مستشعر متعدد الطيف (MSS) قامت وكالة ناسا بتمويل عدد من الدراسات لتحديد قدراتها على استشعار الأرض عن بعد. تم توجيه إحدى تلك الدراسات المبكرة نحو فحص بداية الإخضرار الربيعي متبوعا بجفاف النباتات في الصيف والخريف (في ما يسمى «تقدم الغطاء النباتي وتراجعه») في جميع أنحاء الشمال إلى الجنوب من منطقة السهول الكبرى في وسط الولايات المتحدة. غطت منطقة الدراسة هذه مجموعة واسعة من خطوط العرض من الطرف الجنوبي لتكساس إلى الحدود بين الولايات المتحدة وكندا، مما أدى إلى أن تضمنت الصور الملتقطه مجموعة واسعة ومختلفة من زوايا السمت الشمسي في وقت رصد الأقمار الصناعية.
وجد الباحثون في دراسة منطقة السهول الكبرى (طالب الدكتوراه دونالد ديرينج ومشرفه الدكتور روبرت هاس) أن قدرتهم قد أربكت على ربط أو تحديد الخصائص الفيزيائية الحيوية للنباتات في هذه المنطقة مع الإشارات الطيفية من الصور الساتلية بسبب هذه الاختلافات في زاوية السمت الشمسي عبر هذه المجموعة الواسعة من خطوط العرض. بمساعدة عالم رياضيات مقيم (الدكتور جون شيل)، درسوا حلولًا لهذه المعضلة ومن ثم طوروا نسبة بحساب الفرق بين الإشعاع الأحمر والأشعة تحت الحمراء مقسوما على مجموعهما كوسيلة لضبط أو «معايرة» تأثيرالإختلاف في قيم زاوية السمت الشمسي. في البداية، أطلقوا على هذه النسبة «مؤشر الغطاء النباتي» (وبصيغة أخرى، تحويل الجذر التربيعي لنسبة الفرق بين المجموع، «مؤشر الغطاء النباتي المحول»)؛ لكن ونظرًا لأن العديد من الباحثين الآخرين في مجال الاستشعار عن بُعد كانوا يسمون النسبة البسيطة (الحمراء / تحت الحمراء) وكذلك النسب الطيفية الأخرى بـ «مؤشر الغطاء النباتي»، فقد قاموا أخيرا في تسمية النسبة المركبة من حساب الاختلاف / المجموع بمؤشر الفرق المعياري للغطاء النباتي. أول استخدام تم الإبلاغ عنه لمؤشر الفرق المعياري للغطاء النباتي NDVI في دراسة منطقة السهول الكبرى كان في سنة 1973 بواسطة Rouse et al. (كان الدكتور جون روس مدير مركز الاستشعار عن بعد بجامعة تكساس إي أند إم حيث أجريت دراسة منطقة السهول الكبرى). ومع ذلك، فقد سبقتهم دراسة في صياغة مؤشر الفرق المعياري للغطاء النباتي بواسطة Kriegler et al. 1969. بعد وقت قصير من إطلاق ERTS-1 (لاندسات 1)، أنتج كومبتون تاكر من مركز جودارد لرحلات الفضاء التابع لناسا سلسلة مبكرة من مقالات المجلات العلمية التي تصف استخدامات مؤشر الفرق المعياري للغطاء النباتي NDVI.

## روابط خارجية
- خلفية عن NOAA AVHRR
- خلفية عن NDVI
- أسئلة شائعة حول مؤشرات الغطاء النباتي
- FAPAR كبديل لـ NDVI
- NDVICentral
- مرفق معالجة وأرشفة الخضار في VITO
- برنامج الخضار
- مؤشر الخضار